# ۶۸۷ (پیش از میلاد)
۶۸۷ (پیش از میلاد) ۶۸۷مین سال قبل از تقویم میلادی است.